# Mirosternus nigrocastaneus
Mirosternus nigrocastaneus är en skalbaggsart som beskrevs av Perkins 1910. Mirosternus nigrocastaneus ingår i släktet Mirosternus och familjen trägnagare. Inga underarter finns listade i Catalogue of Life.